# Khashbaataryn Tsagaanbaatar
Khashbaataryn Tsagaanbaatar (n. 19 martie 1984, Baruunturuun⁠(d), Uws-Aimag, Mongolia) este un judocan ce a reprezentat Mongolia, medaliat olimpic. A participat la 3 ediții ale Jocurilor Olimpice (2004, 2008, 2012) în care a câștigat o medalie de bronz.